# Medmassa sagax
Espèce
Medmassa sagax est une espèce d'araignées aranéomorphes de la famille des Corinnidae.

## Distribution
Cette espèce est endémique du Kerala en Inde,. Elle se rencontre dans le district de Kottayam.

## Description
Le mâle holotype mesure 6,54 mm et la femelle paratype 6,91 mm.

## Systématique et taxinomie
Cette espèce a été décrite par Tripathi, Kadam et Sankaran en 2024.

## Publication originale
- Sankaran, Kadam & Tripathi, 2024 : « First records of Medmassa Simon, 1887 from India, with the description of two new species (Araneae: Corinnidae). » Zootaxa, no 5433(1), p. 133-143.